# 1576
| [ Edytuj tabelę ]              | |
| Król Polski                    | - 1575 Anna Jagiellonka 1587 - 1575 Stefan Batory 1586 |
| Współksiążęta Andory           | - 1572 Joan Dimes Lloris 1576 - 1572 Henryk IV Burbon 1610 |
| Król Anglii                    | - 1558 Elżbieta I 1603 |
| Elektor Brandenburgii          | - 1571 Jan Jerzy 1598 |
| Książę Bawarii                 | - 1550 Albrecht V 1579 |
| Sułtan Brunei                  | - 1575 Saiful Rijal 1600 |
| Cesarz Chin                    | - 1572 Wanli 1620 |
| Król Czech                     | - 1564 Maksymilian II Habsburg 1576 - 1576 Rudolf II Habsburg 1611                                                                                             |
| Król Danii                     | - 1559 Fryderyk II 1588 |
| Dalajlama                      | - 1543 Sonam Gjaco 1588 |
| Cesarz Etiopii                 | - 1563 Sertse Dyngyl 1597 |
| Król Francji                   | - 1574 Henryk Walezy 1589 |
| Król Hiszpanii                 | - 1556 Filip II 1598 |
| Landgraf Hesji-Kassel          | - 1567 Wilhelm IV Mądry 1592 |
| Stadhouder Holandii            | - 1574 Wilhelm Orański 1584 |
| Szach Iranu                    | - 1524 Tahmasp I 1576 - 1576 Isma’il II 1577 |
| Państwo Wielkich Mogołów       | - 1556 Akbar 1605 |
| Cesarz Japonii                 | - 1557 Ōgimachi 1586 |
| Kalif                          | - 1574 Murad III 1595 |
| Patriarcha Konstantynopola     | - 1572 Jeremiasz II Tranos 1579 |
| Władca Korei                   | - 1567 Sŏnjo 1608 |
| Książę Kurlandii i Semigalii   | - 1561 Gotthard Kettler 1587 |
| Sułtan Maroka                  | - 1574 Abu Abdullah Muhammad II 1576 - 1576 Abu Marwan Abd al-Malik I 1578                                                                                     |
| Senior Monako                  | - 1532 Honoriusz I 1581 |
| Król Nawarry                   | - 1572 Henryk III 1610 |
| Król Norwegii                  | - 1559 Fryderyk II 1588 |
| Sułtan Omanu                   | - 1560 Abd Allah ibn Muhammad 1624 |
| Elektor Palatynatu             | - 1559 Fryderyk III 1576 - 1576 Ludwik VI 1583 |
| Papież                         | - 1572 Grzegorz XIII 1585 |
| Książę Parmy i Piacenzy        | - 1556 Oktawiusz Farnese 1586 |
| Król Portugalii                | - 1557 Sebastian 1578 |
| Książę w Prusach               | - 1568 Albrecht Fryderyk 1618 |
| Car Rosji                      | - 1547 Iwan IV Groźny 1584 |
| Cesarz Rzymski (niemiecki)     | - 1564 Maksymilian II Habsburg 1576 - 1576 Rudolf II Habsburg 1612                                                                                             |
| Kapitanowie Regenci San Marino | - 1575 Girolamo Giannini Vincenzo di Marino di Andrea 1576 - 1576 Pier Paolo Corbelli Sinibaldo Sinibaldi 1576 - 1576 Innocenzo Brancuti Francesco Onofri 1577 |
| Elektor Saksonii               | - 1553 August Wettyn 1586 |
| Król Szkocji                   | - 1567 Jakub VI 1625 |
| Król Szwecji                   | - 1569 Jan III Waza 1592 |
| Król Tajlandii                 | - 1569 Maha Thammaracha Thirat 1590 |
| Sułtan Turków                  | - 1574 Murad III 1595 |
| Doża Wenecji                   | - 1570 Alvise Mocenigo 1577 |
| Król Węgier                    | - 1563 Maksymilian II 1576 - 1576 Rudolf II 1608 |

Rok 1576 / MDLXXVI
stulecia: XV wiek ~
XVI wiek ~
XVII wiek

lata: 1566 «
1571 «
1572 «
1573 «
1574 «
1575 «
1576
» 1577
» 1578
» 1579
» 1580
» 1581
» 1586

## Wydarzenia w Polsce
- Do Krakowa przybyła Anna Jagiellonka, aby oczekiwać na ślub ze Stefanem Batorym.
- 31 marca–29 maja – w Krakowie obradował sejm koronacyjny[1].
- 1 maja – Anna Jagiellonka poślubiła Stefana Batorego i została wraz z nim koronowana w katedrze wawelskiej.
- Gdańsk odmówił złożenia przysięgi Stefanowi Batoremu przed potwierdzeniem wszystkich wolności i przywilejów miejskich. Batory wydał rozporządzenie wzywające do blokady handlowej Gdańska.
- 20 września – król Stefan Batory wezwał Gdańsk przed sąd królewski, stawiając mu zarzuty obrazy majestatu i buntu.
- 19 października–29 listopada – w Toruniu obradował sejm zwyczajny[1].

- Gdańsk – powstała Nowa Motława tworząca Wyspę Spichrzów.
- Stefan Batory zakazał pod karą śmierci wnoszenia oskarżeń o mord rytualny przeciw Żydom.

## Wydarzenia na świecie
- 8 marca – konkwistador Diego García de Palacio odkrył w zachodnim Hondurasie ruiny miasta Majów Copán.
- 6 maja – podpisano Traktat z Beaulieu w trakcie wojen religijnych we Francji.
- 8 sierpnia – wmurowano kamień węgielny pod budowę pierwszego na świecie publicznego obserwatorium astronomicznego Uranienborg na wyspie Hveen, leżącej w cieśninie Sund między Zelandią (Dania) a Skanią, wzniesionego w latach 1576–80 przez duńskiego astronoma Tycho Brahe.
- 12 października – Rudolf II został cesarzem rzymsko-niemieckim.
- 4 listopada – wojna osiemdziesięcioletnia: rzeź mieszkańców protestanckiej Antwerpii, dokonana przez katolickie wojska hiszpańskie (hiszpańska furia).
- 8 listopada – wojna osiemdziesięcioletnia: podpisano tzw. Pacyfikację Gandawską.

- Otwarcie pierwszego stałego teatru w Londynie.
- Epidemia ospy w Meksyku: zmarło ok. 2 mln Indian.
- Angielski żeglarz Martin Frobisher odkrył wyspę Ziemia Baffina.

## Urodzili się
- 2 lutego – Alicja Le Clerc, francuska zakonnica i założycielka Zgromadzenia Kanoniczek Regularnych (św.Augustyna) (zm. 1622).
- 31 marca – Luiza Julianna Orańska, księżniczka orańska, żona palatyna reńskiego (zm. 1644).
- 6 czerwca – Giovanni Diodati, szwajcarski teolog kalwiński (zm. 1649).
- 3 lipca – Anna Hohenzollern, księżniczka i księżna pruska (zm. 1625).
- 13 sierpnia – David Vinckboons, niderlandzki malarz, kreślarz i projektant flamandzkiego pochodzenia (zm. 1632).
- 17 listopada – Roch González de Santa Cruz, jezuita, święty kościoła katolickiego, jeden z twórców państwa jezuickiego w Paragwaju (zm. 1628).
- 20 września – Andrzej Tęczyński, kasztelan bełski (zm. 1613).
- 25 października – Thomas Weelkes, angielski kompozytor i organista (zm. 1623).
- 20 grudnia – Jan Sarkander, polski kapłan, męczennik, święty katolicki (zm. 1620)

- data dzienna nieznana: 
  - Francisco de Herrera (starszy), hiszpański malarz, grafik i medalier okresu baroku (zm. 1656).
  - Jakub Jacobson, holenderski mincerz, przedsiębiorca, zarządca wielu mennic koronnych i miejskich (zm. 1639).

- - Máté Szepsi Laczkó, węgierski kalwiński duchowny, winiarz, wynalazca procesu produkcji tokaju aszú (zm. 1633)

- - Mikołaj Stanisław Oborski, jezuita (zm. 1646).
  - Jan Roberts, święty Kościoła katolickiego, walijski męczennik, duchowny (zm. 1610).
  - Roelandt Savery, niderlandzki malarz, rysownik i rytownik pochodzenia flamandzkiego (zm. 1639).
  - Adam Hieronim Sieniawski (podczaszy koronny), podczaszy wielki koronny, starosta jaworowski, rotmistrz husarii (zm. 1616).
  - Lionello Spada, włoski malarz i rysownik okresu baroku (zm. 1622).

## Zmarli
- 19 stycznia – Hans Sachs, niemiecki poeta, meistersinger i dramatopisarz (ur. 1494)
- 27 sierpnia – Tycjan, malarz włoskiego Renesansu (ur. ok. 1488–1490)
- 21 września – Girolamo Cardano, włoski matematyk, filozof, astrolog i lekarz epoki Renesansu (ur. 1501)

- data dzienna nieznana: 
  - Beata Łaska z Kościeleckich, córka Katarzyny Telniczanki i Andrzeja Kościeleckiego, podskarbiego koronnego, pierwsza tatrzańska turystka (ur. 1515)